# Humularia welwitschii
Humularia welwitschii là một loài thực vật có hoa trong họ Đậu. Loài này được (Taub.) P.A.Duvign. miêu tả khoa học đầu tiên.